# Марія Паула Гайтманн
Марія Паула Гайтманн (порт. Maria Paula Heitmann, 31 січня 1999) — бразильська плавчиня. Учасниця Чемпіонату світу з водних видів спорту 2022, де в естафеті 4x200 м вільним стилем разом з товаришками по збірній Джованною Діаманте, Аліне Родрігес і Стефанією Балдуччіні вона посіла 6-те місце з результатом 7:58.38. Це був найкращий результат збірної Бразилії в цій дисципліні за всю історію участі в чемпіонатах світу.